# Dzsandzsavíd

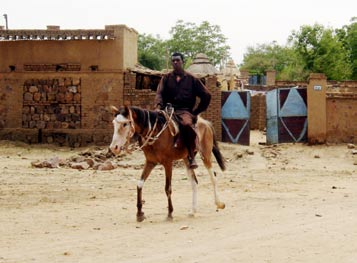
Dzsandzsavíd fegyveres

A dzsandzsavíd (eredetileg, arab betűkkel جنجويد; külföldi médiában elterjedt átiratban Janjaweed, Janjawid, Janjawed, Jingaweit, Jinjaweed, Janjawiid, Janjiwid, Janjaweit, jelentése „egy férfi lóháton fegyverrel”, „ördög lóháton” vagy „férfi lovon”), dárfúri fegyveresek összefoglaló neve. A dzsandzsavíd-milíciák leginkább Dárfúrban, Nyugat-Szudánban és Kelet-Csádban mozognak. A dárfúri konfliktus 2003 elején kezdődött, bár egyes források 2001-ről írnak, jelenleg is zajlik. Miután a konfliktus átterjedt a Közép-afrikai Köztársaságra, közép-afrikai háború néven is ismert.